# Östliche Amerikanische Zwergfledermaus
Die Östliche Amerikanische Zwergfledermaus (Perimyotis subflavus) ist eine Fledermausart aus der Familie der Glattnasen (Vespertilionidae). Sie ist in Nordamerika dem Norden von Mittelamerika beheimatet. Der Artname subflavus ist Lateinisch und bedeutet so viel wie „gelblich“. Ein Synonym für die Art ist Pipistrellus subflavus.

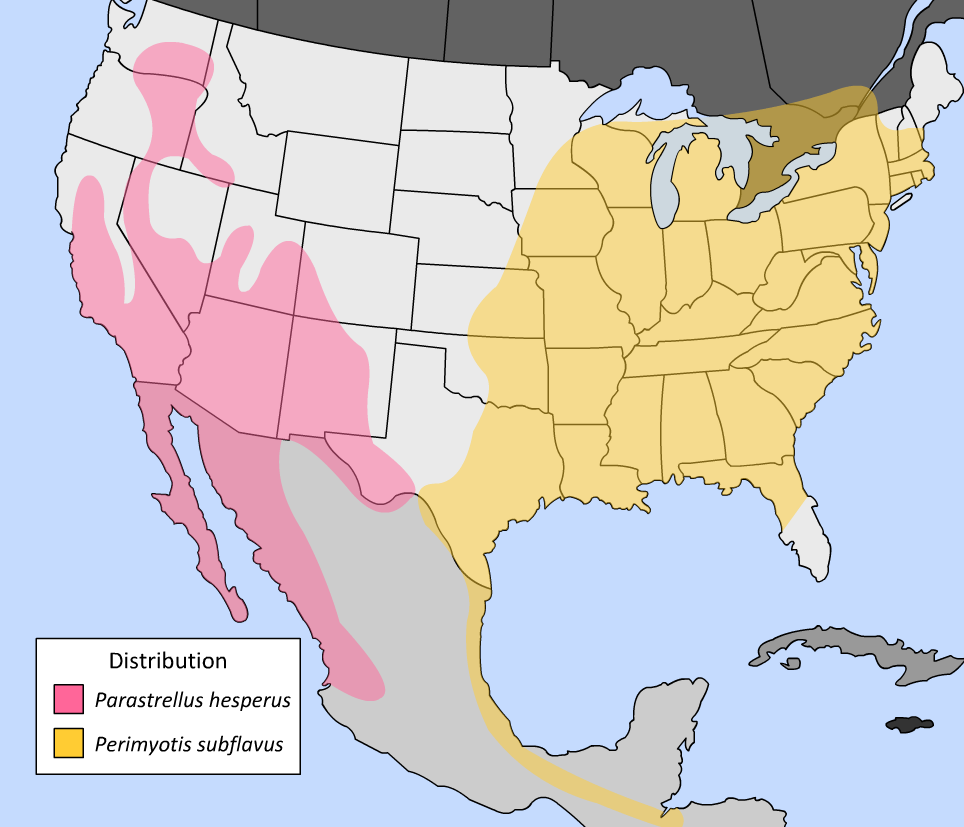
Verbreitung der beiden Zwergfledermausarten in Nordamerika mit der Östliche Amerikanische Zwergfledermaus (Perimyotis subflavus) in Gelb

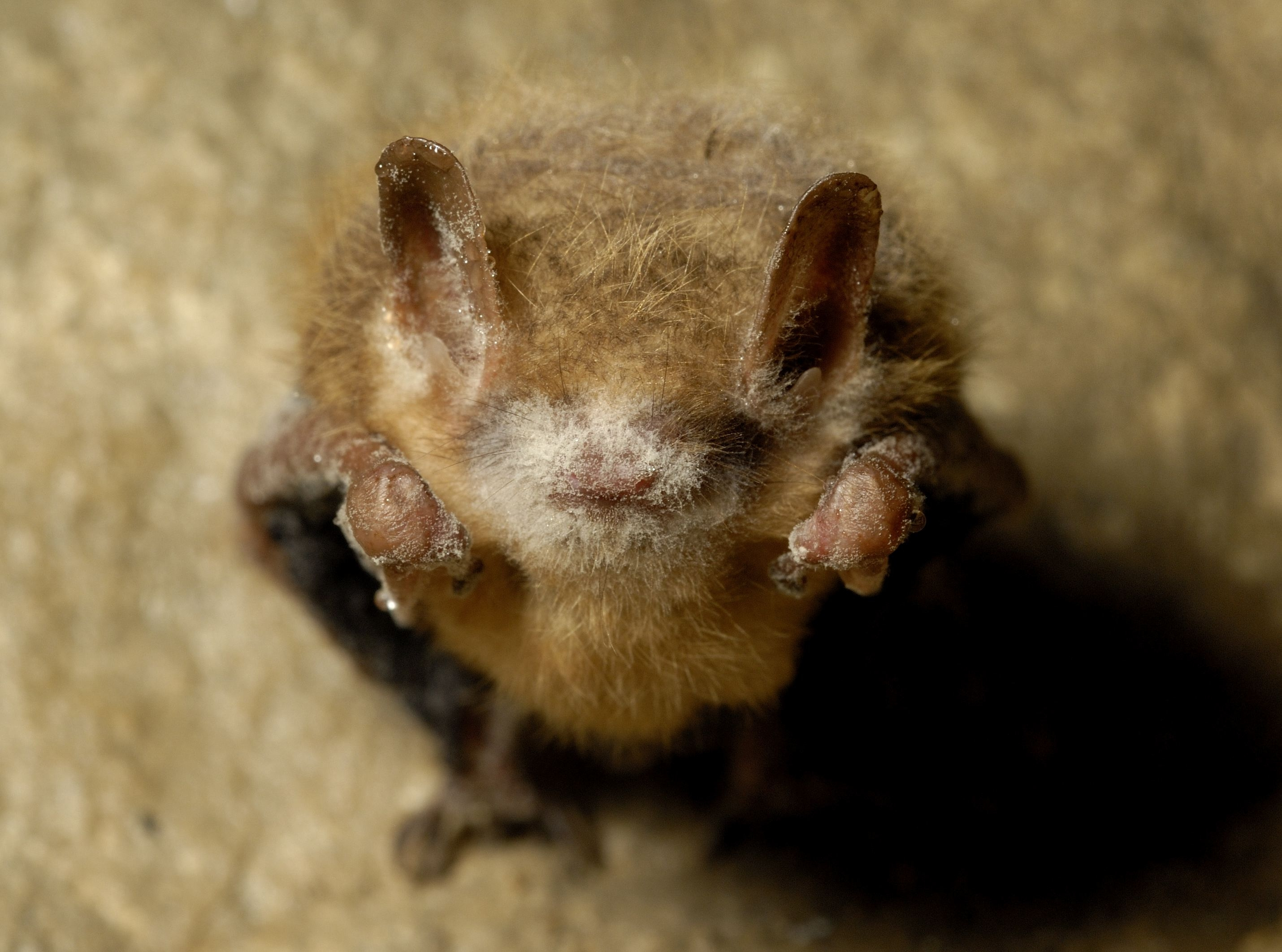
Östliche Amerikanische Zwergfledermaus, die vom Pilz Pseudogymnoascus destructans, dem Erreger des White-Nose-Syndroms befallen ist

## Beschreibung
Die Östliche Amerikanische Zwergfledermaus ist eine kleine Fledermaus mit einer Gesamtlänge von 77 bis 89 mm, einer Unterarmlänge von 31,4 bis 34,1 mm und einem Gewicht von 4,6 bis 7,9 g. Sie unterscheidet sich von kleinen Arten der Gattung der Mausohren (Myotis) durch die dreifarbigen Haare, welche an der Basis und der Spitze dunkel, in der Mitte jedoch hellbraun-gelb sind. Die Fellfarbe erscheint generell von gelb-orange bis zu einem dunklen Mahagonibraun. Sie unterscheidet sich von der Westlichen Amerikanische Zwergfledermaus (Parastrellus hesperus), deren Verbreitungsgebiet sich teilweise mit dem der Östlichen Amerikanische Zwergfledermaus überlappt, durch den größeren Fuß (mehr als halb so lang wie die der Unterschenkel) und den längeren Daumen (>4,9 mm).
Die Östliche Amerikanische Zwergfledermaus ist eine der wenigen Fledermausarten, bei denen Tiere mit zusätzlichen Gliedmaßen (Polydaktylie) gefunden wurden, so 1958 bei einem Weibchen, welches sechs Zehen pro Fuß und zwei Daumen an jeder Hand besaß.

## Lebensweise
Die Östliche Amerikanische Zwergfledermaus ist wie die meisten Fledermäuse nachtaktiv und ernährt sich von Insekten. Sie jagt dabei oft über Wasserflächen und an Waldrändern. Sie ist eine relativ langsame (ca. 18,7 km/h) und wendige Fliegerin. Die Nahrung besteht hauptsächlich aus Käfern (Coleoptera), Gleichflüglern (Homoptera), Zweiflüglern (Diptera) und Hautflüglern (Hymenoptera), wobei kleinere Beutetiere bevorzugt werden. Die Echoortungsrufe bewegen sich zwischen 19 und 35 kHz und sind somit teilweise für das menschliche Ohr hörbar.
Östliche Amerikanische Zwergfledermäuse halten auch in wärmeren Gebieten Winterschlaf. Im Herbst fressen sich die Tiere Fettreserven an, die sie während der Winterschlafzeit zwischen September und April wieder verlieren. Der durchschnittliche Gewichtsverlust beträgt dabei bei Weibchen 29, bei Männchen 39 %. Durch die kleine Körpergröße kann die Ost-Pipistrelle in Höhlen, Minen und Gebäuden mit höheren Umgebungstemperaturen überwintern als andere Fledermäuse. In denselben Winterschlafplätzen findet man jedoch auch oft andere Fledermäuse wie die Kleine Braune Fledermaus (Myotis lucifugus), das Keen-Mausohr (Myotis keenii), M. sodalis, M. austroriparius, das Graue Mausohr (M. grisescens) und die Große Braune Fledermaus (Eptesicus fuscus). Während des Winterschlafs halten Östliche Amerikanische Zwergfledermäuse keinen Körperkontakt zueinander, sondern überwintern einzeln. Sie können wie viele andere nordamerikanischen Fledermausarten vom White-Nose-Syndrom, einer Pilzerkrankung mit hoher Sterblichkeitsrate, befallen werden.
Nach dem Winterschlaf migrieren Östliche Amerikanische Zwergfledermäuse zu den sogenannten Mutterstuben, welche sich oft in Scheunen, Dachstöcken und anderen Gebäuden befinden. Die Männchen verbringen den Sommer einzeln, während die Weibchen in Kolonien ihre Jungen großziehen. Einzelne Männchen findet man tagsüber meistens unter loser Baumrinde, in Baumhöhlen und -spalten. Das älteste je gefangene Tier war ein 14,8 Jahre altes Männchen.

## Fortpflanzung
Östliche Amerikanische Zwergfledermäuse verpaaren sich im Herbst. Während des Winterschlafs lagern die Weibchen die Spermien in der Gebärmutter ein. Der Eisprung und die anschließende Befruchtung finden erst im Frühling statt. Nach einer Tragezeit von etwa 44 Tagen bringen die Weibchen in den Mutterstuben getrennt von den Männchen meist zwei Jungtiere zur Welt. Dabei wiegen die Jungen zusammen bis zu 52 % des Gewichts einer ausgewachsenen Fledermaus. Neugeborene sind haarlos, die Haut rosig, die Augen geschlossen und die Ohrmuschel zusammengefaltet. In der Zeit nach der Geburt nehmen die Jungtiere pro Tag im Schnitt 0,15 g an Gewicht zu. Die Weibchen erkennen ihre Jungen aus der Distanz an den lauten Rufen. Im Alter von 3 Wochen beginnen die Jungtiere mit den ersten Flugversuchen und begeben sich bereits eine Woche später selbständig auf Futtersuche. Nach 45 Tagen erreichen die Jungen ihre volle Größe und sind nur noch anhand der Epiphysenfugen von den ausgewachsenen Tieren zu unterscheiden. Meist überlebt nur eines der beiden Jungtiere eines Wurfs.

## Verbreitung und Lebensraum
Die Östliche Amerikanische Zwergfledermaus kommt von der Ostküste der Vereinigten Staaten bis Minnesota, Nebraska, und Kansas, im Südosten Kanadas, sowie an der Ostküste Mexikos bis Honduras vor. Ihr Bestand wird von der IUCN dank des weiten Verbreitungsgebiets als ungefährdet eingestuft.